# 根郷川
根郷川（ねごうがわ）は、千葉県鎌ケ谷市を流れる準用河川。利根川水系大柏川の支流である。地元では谷地川（やじがわ）とも呼ばれる。

## 流路
千葉県鎌ケ谷市初富本町にある貝柄山公園付近に源を発し、鎌ケ谷市中沢にて大柏川に合流する。